# Tomberg (metrostation)
Tomberg is een station van de Brusselse metro aan de rand van het historische centrum van de gemeente Sint-Lambrechts-Woluwe.

## Geschiedenis
Het station werd geopend op 20 september 1976 als eindpunt van de oostelijke tak van eerste metrolijn van de Brusselse metro. De toenmalige metrolijn 1 reed tussen De Brouckère en Tomberg / Beaulieu.
Op 7 mei 1982 werd metrolijn 1B verlengd naar Alma en stations Roodebeek en Vandervelde werden geopend.
Sinds de herinrichting van het metronet in 2009 bedient de nieuwe metrolijn 1 dit station.

## Situering
Tomberg is gelegen onder het Tombergplein, nabij het gemeentehuis van Sint-Lambrechts-Woluwe. Het station beschikt over drie uitgangen, een op de hoek van de Paul Hymanslaan en de François Debelderstraat, een onder het verhoogde voorplein van het gemeentehuis en een aan de achterzijde van het Tombergplein, nabij de Dapperenlaan.
Naast het gemeentehuis is ook een sportcomplex Poseidon gelegen met onder meer een zwembad en een schaatsbaan in de winter.

## Kunst
Bij de renovatie van het station in 1998 werden de wanden van de perrons en de stationshal versierd met het kunstwerk L’Alphabet Azart van Guy Rombouts en Monica Droste. Tegen een achtergrond van geëmailleerde tegels, helderblauw van kleur op het westelijke perron, crème op het oostelijke, zijn allerlei figuren afgebeeld, die op cryptische wijze zijn afgeleid uit de letters van het alfabet. De symbolen van het Azart-alfabet bestaan uit planten, dieren en personages.

## Afbeeldingen

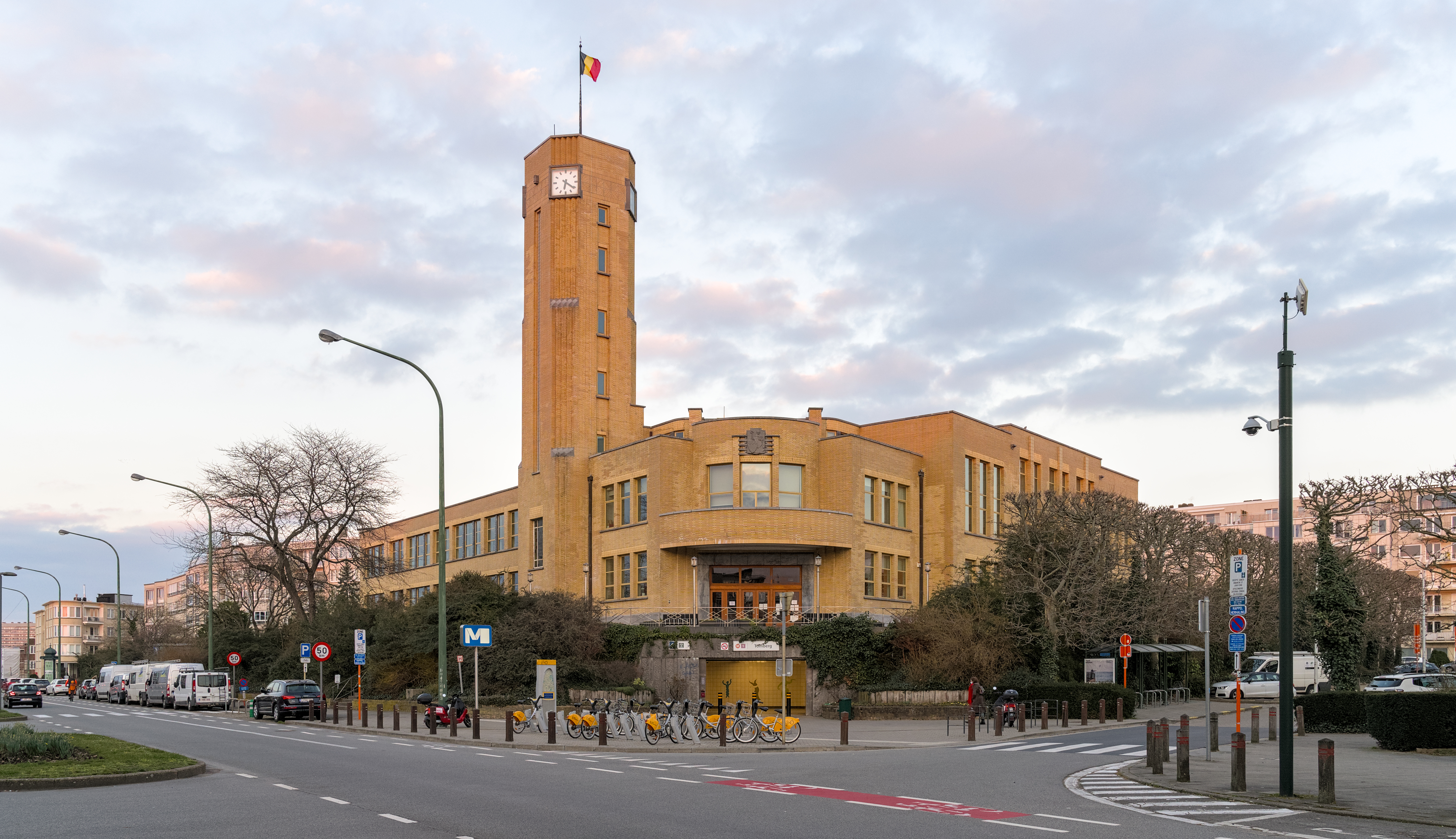
Gemeentehuis van Sint-Lambrechts-Woluwe met het metrostation op de voorgrond.